# Campylocentrum densiflorum
Campylocentrum densiflorum är en orkidéart som beskrevs av Célestin Alfred Cogniaux. Campylocentrum densiflorum ingår i släktet Campylocentrum och familjen orkidéer. Inga underarter finns listade i Catalogue of Life.

## Bildgalleri

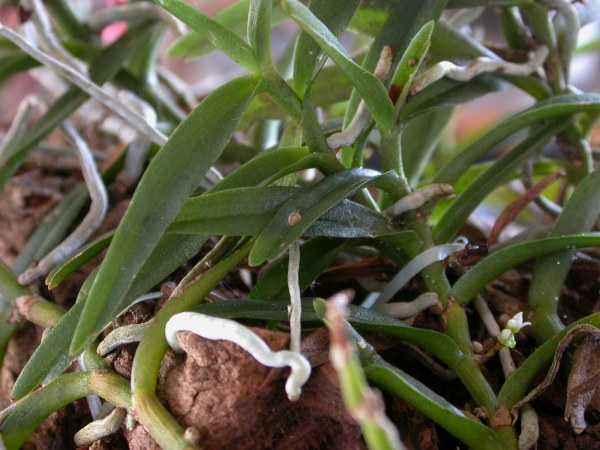
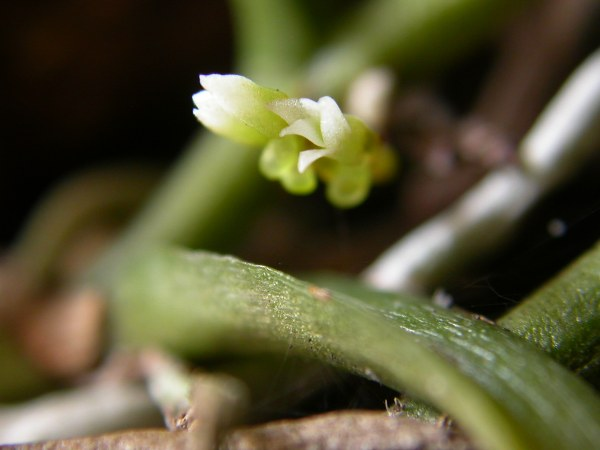